# رود مدوی
رود مدوی رودی است که از کشور بریتانیا می‌گذرد و به تیمز می‌ریزد. طول این رود ۱۱۳ کیلومتر (۷۰ مایل) است.